# تدرين آيت عبد السلام (آيت فاسكا)
تدرين آيت عبد السلام هي إحدى مشيخات المملكة المغربية، تتبع جغرافيا لإقليم الحوز وإداريًا لآيت فاسكا. يقدر عدد سكانها بـ 8304 نسمة حسب الإحصاء الرسمي للسكان والسكنى لسنة 2004.